# Aseraggodes cyaneus
Aseraggodes cyaneus es una especie de pez de la familia Soleidae en el orden de los Pleuronectiformes.

## Distribución geográfica
Se encuentran en las  costas de Indonesia y al este de la Océano Índico.